# Eragrostis longiramea
Eragrostis longiramea är en gräsart som beskrevs av Jason Richard Swallen. Eragrostis longiramea ingår i släktet kärleksgrässläktet, och familjen gräs. Inga underarter finns listade i Catalogue of Life.